# Agnes de Silva
Agnes Marion Nell puis Agnes de Silva, née en 1885 à Colombo au Sri Lanka, morte en 1961 à Kandy, est une féministe srilankaise, militante pour les droits des femmes.
Issue d'un milieu progressiste, elle est pionnière au cours des années 1930, sur les questions liées aux femmes et en particulier sur le suffrage adulte, l'émancipation féminine et le droit de vote pour les femmes au Sri Lanka. Elle joue un rôle déterminant dans la création de la Women's Franchise Union of Sri Lanka,.
Elle négocie à Londres auprès des autorités britanniques les réformes à apporter à la constitution. Une fois le droit de vote acquis, elle se présente aux élections législatives, sans succès. Elle milite ensuite pour l'indépendance.

## Biographie

### Jeunesse, famille
Agnes Marion Nell naît à Colombo en 1885. Elle est la fille unique de Paul Nell, issu d'une famille aristocratique chrétienne aisée, qui est ingénieur dans la province de Kandy. Elle épouse George de Silva, un bouddhiste cinghalais, avocat de profession, connu pour son approche libérale des questions sociales et politiques et qui contribue à faire avancer la cause du droit de vote des femmes. Il courtise Agnes lors de nombreuses soirées de danse et de musique et l'épouse lors d'une grande célébration en 1908,. Ils ont deux filles, Anil de Silva et Minnette de Silva, et un fils, Fredrick de Silva.

### Militante pour les droits des femmes
Agnes de Silva est une fervente promotrice du mouvement pour le droit de vote des femmes à Ceylan alors sous domination britannique, ensuite connu, après l'indépendance, sous le nom de Sri Lanka. Elle exerce les fonctions de secrétaire de la Women's Franchise Union, créée en 1927 avec des femmes socialement aisées qui exercent également des carrières professionnelles. À cette époque, sa tante Winfred Nell était une médecin de premier plan. Agnes de Silva poursuit son militantisme pour obtenir le droit à l'émancipation pour les femmes, elle organise une délégation de femmes membres de la Franchise Union pour présenter leur cas à la Commission Donoughmore de 1928 sur la réforme constitutionnelle, commission constituée par le gouvernement britannique de l'époque.
Agnes de Silva argumente devant la Commission que les femmes tamoules indiennes du Sri Lanka devraient également avoir le droit de vote. Initialement, la Commission avait accepté d'accorder le droit de vote aux femmes de plus de trente ans. Agnes de Silva se rend de nouveau en Grande-Bretagne avec son mari pour présenter le cas du Sri Lanka non seulement en faveur du droit de vote mais aussi en faveur d'autres réformes. Les réformes acceptées sont prises en compte dans le cadre d'une nouvelle constitution qui entre en vigueur en 1931. Après l'entrée en vigueur de cette nouvelle constitution, le droit de vote des adultes est étendu aux femmes de plus de 21 ans, leur permettant de voter quel que soit leur niveau d'éducation.

### Candidate à la députation; indépendantisme
Elle se présente ensuite aux élections générales, représentant le Parti travailliste pour la circonscription de Galagedara sur la question du suffrage universel, mais elle ne réussit pas à se faire élire. Elle est membre du comité exécutif du Labour Party,. Elle et son mari militent pour l'indépendance du Sri Lanka, qui est effective en 1948.